# 사우디아라비아의 마천루 목록
사우디아라비아의 마천루 목록은 높이에 따라 사우디아라비아의 마천루의 순위다.
리야드에서 가장 높은 마천루는 485 미터 높이의 초고층 마천루 캐피탈 마켓 아우토리티 헤드쿼터스다. 그것은 새로운 마천루 허브, 킹 압둘라 금융 지구에 위치하고 있으며 세계에서 20번째로 높은 타워다.
리야드의 스카이라인은 2000년에 완공된 310 미터 높이의 파이살리야 타워로 확장되었다. 2002년에 지어진 킹덤 센터는 파이살리야 타워를 따라 잡았으며 현재 312 미터의 리야드에서 4번째로 높은 탑으로 서 있다.
리야드는 현재 두바이와 아부다비 다음으로 중동의 3번째 도시다. 2014년 이래로 총 100개의 마천루가 건설되었다.
이 도시는 2020년까지 스카이라인의 TOP 3 목록에 도달할 것으로 예상된다.

## 가장 높은 마천루
이 섹션에는 200m가 넘는 마천루의 전체 목록이 포함되어 있다.
| 순위 | 이름                               | 도시      | 높이             | 층수 | 완공 | 사용          |
| ---- | ---------------------------------- | --------- | ---------------- | ---- | ---- | ------------- |
| 1    | 메카 클락 로얄 타워, 페어몬트 호텔 | 메카      | 601 m (1,972 ft) | 120  | 2012 | 혼합 사용     |
| 2    | 캐피탈 마켓 아우토리티 헤드쿼터스  | 리야드    | 385 m (1,263 ft) | 75   | 2010 | 혼합 사용     |
| 3    | 부르즈 라팔                        | 리야드    | 388 m (1,273 ft) | 70   | 2014 | 혼합 사용     |
| 4    | KAFD 세계 무역 센터                | 리야드    | 343 m (1,125 ft) | 67   | 2016 | 사무용        |
| 5    | 킹덤 센터                          | 리야드    | 312 m (1,024 ft) | 99   | 2002 | 혼합 사용     |
| 6    | 알 파이살리야 센터                 | 리야드    | 310 m (1,017 ft) | 30   | 2000 | 혼합 사용     |
| 7    | GCC 뱅크 타워                      | 리야드    | 308 m (1,010 ft) | 54   | 2018 | 사무용        |
| 8    | 아브라즈 알 바이트 하자르 타워     | 메카      | 305 m (1,001 ft) | 52   | 2012 | 주거용        |
| 9    | 탐킨 타워                          | 리야드    | 290 m (951 ft)   | 58   | 2012 | 혼합 사용     |
| 10   | 더 헤드쿼터스 비즈니스 파크        | 지다      | 288 m (945 ft)   | 52   | 2014 | 혼합 사용     |
| 11   | 알 자와라 타워                     | 지다      | 281 m (922 ft)   | 48   | 2014 | 주거용        |
| 12   | 다란 타워                          | 알 코바르 | 276 m (906 ft)   | 48   | 2012 | 혼합 사용     |
| 13   | 아브라즈 알 바이트 마캄 타워       | 메카      | 250 m (820 ft)   | 45   | 2012 |               |
| 14   | 아브라즈 알 바이트 키블라 타워     | 메카      | 250 m (820 ft)   | 45   | 2011 |               |
| 15   | 알 후가예트 타워                   | 알 코바르 | 228 m (748 ft)   | 45   | 2009 | 주거용/사무용 |
| 16   | 아브라즈 알 바이트 사파 타워       | 메카      | 225 m (738 ft)   | 42   | 2007 | 주거용        |
| 17   | 아브라즈 알 바이트 마르와 타워     | 메카      | 225 m (738 ft)   | 42   | 2008 | 주거용        |
| 18   | 올라야 타워 1                      | 리야드    | 203.4 m (667 ft) | 38   | 2013 | 사무용        |
| 19   | 하마드 타워                        | 리야드    | 200 m (656 ft)   | 38   | 2014 |               |
| 20   | 알 나킬 타워                       | 리야드    | 200 m (656 ft)   | 26   | 2011 | 사무용        |
| 21   | 알 자미에아 타워                   | 리야드    | 200 m (656 ft)   | 27   | 2017 | 호텔          |
| 22   | 알 압둘카림 타워                   | 코바르    | 200 m (656 ft)   | 35   | 2017 | 사무용        |
| 23   | 비치 타워                          | 지다      | 177 m (581 ft)   | 36   | 2015 | 주거용        |
| 24   | 킹 로드 타워                       | 지다      | 175 m (574 ft)   | 37   | 2015 | 사무용        |
| 25   | 올라야 타워 2                      | 리야드    | 170 m (558 ft)   | 34   | 2013 | 사무용        |
| 26   | 알 스와일렘 타워                   | 리야드    | 151 m (495 ft)   | 29   | 2016 | 혼합 사용     |
| 27   | PPA 30 파슬 5.05 레지던셜 타워     | 리야드    | 150 m (492 ft)   | 38   | 2016 | 주거용        |

## 공사중인 가장 높은 마천루
| 순위 | 이름                        | 도시 | 높이               | 층수  | 완공 |
| ---- | --------------------------- | ---- | ------------------ | ----- | ---- |
| 1    | 지다 타워                   | 지다 | 1,008 m (3,307 ft) | 168   | 2030 |
| 2    | 다이아몬드 타워             | 지다 | 432 m (1,417 ft)   | 93    | 2025 |
| 3    | 자벨 오메르 호텔 타워1      | 메카 | 214 m (702 ft)     | 50    |      |
| 4    | 자벨 오메르 호텔 타워 2     | 메카 | 214 m (702 ft)     | 50    |      |
| 5    | 자벨 오메르 레지던셜 타워 1 | 메카 | 150 m (492 ft)     | 35    |      |
| 6    | 자벨 오메르 레지던셜 타워 2 | 메카 | 150 m (492 ft)     | 35    |      |
| 7    | 자벨 오메르 레지던셜 타워 3 | 메카 | 150 m (492 ft)     | 35    |      |
| 8    | 자벨 오메르 레지던셜 타워 4 | 메카 | 150 m (492 ft)     | 35    |      |
| 9    | 자벨 오메르 레지던셜 타워 5 | 메카 | 150 m (492 ft)     | 35    |      |
| 10   | 자벨 오메르 레지던셜 타워 6 | 메카 | 150 m (492 ft)     | 35    |      |
| 11   | 자벨 오메르 레지던셜 타워 7 | 메카 | 150 m (492 ft)     | 35    |      |
| 12   | 아브라즈 쿠다이             | 메카 | 230 m (755 ft)     | 35-45 |      |

## 가장 높은 승인된 마천루
| 순위 | 이름                           | 도시   | 높이                                | 층수  | 완공   |
| ---- | ------------------------------ | ------ | ----------------------------------- | ----- | ------ |
| 1    | 더 블레이드                    | 리야드 | 608 m (1,995 ft)                    | 128   |        |
| 2    | 리야드 타워                    | 리야드 | 454 m (1,490 ft)                    | 98    | 보류중 |
| 3    | 타다울 타워                    | 리야드 | 480 m (1,575 ft)                    |       |        |
| 4    | 두바이 타워스 제다             | 지다   | 448 m (1,470 ft) / 308 m (1,010 ft) | 87/60 | 보류중 |
| 5    | 알 리야드 타워                 | 리야드 | 338 m (1,109 ft) / 308 m (1,010 ft) | 73    | 보류중 |
| 6    | 나우라스 레지던셜 타워         | 지다   | 358 m (1,175 ft)                    | 80    | 보류중 |
| 7    | 라와비 아브라즈 알 베이트      | 메카   | 300 m (984 ft)                      | 66    |        |
| 8    | 미라지 타워                    | 지다   | ~300 m (984 ft)                     | 60    |        |
| 9    | 안달루시아 가든                | 지다   | 279 m (915 ft)                      | 46    |        |
| 10   | 하이리리 타워                  | 리야드 | 270 m (886 ft)                      | 36    | 2013   |
| 11   | 켐핀스키 호텔                  | 지다   | 260 m (853 ft)                      | 69    |        |
| 12   | 모던 인베스트먼트 컴퍼니 타워  | 지다   | 171 m (561 ft)                      | 27    |        |
| 13   | 사우디아라비아 뱅크 헤드쿼터스 | 리야드 | ~150 m (492 ft)                     | 38    | 2013   |

## 가장 높은 제안된 마천루
| 순위 | 이름                            | 도시   | 높이             | 층수 | 완공 |
| ---- | ------------------------------- | ------ | ---------------- | ---- | ---- |
| 1    | 프리 트레이드 시티              | 제다   | 600 m (1,969 ft) | 150  |      |
| 2    | 주얼 오브 사우디                | 리야드 | 460 m (1,509 ft) | 99   |      |
| 2    | 알 라지 타워                    | 리야드 | 400 m (1,312 ft) | 50   |      |
| 3    | 파와즈 알 호카이라 타워         | 리야드 | 354 m (1,161 ft) |      |      |
| 4    | 알 라지 타워                    | 리야드 | 352 m (1,155 ft) | 50   |      |
| 5    | KAFD 타워 6                     | 리야드 | 350 m (1,148 ft) |      |      |
| 6    | 알 파이살리아 타워 2            | 리야드 | 250 m (820 ft)   |      |      |
| 7    | 그랜드 하얏트 제다              | 제다   | ~234 m (768 ft)  | 48   |      |
| 8    | 리야드 커머셜 타워              | 리야드 | ~220 m (722 ft)  | 42   |      |
| 9    | 스모 타워                       | 코바르 | ~200 m (656 ft)  | 40   |      |
| 10   | 알 비르르 파운데이션 헤드쿼터스 | 리야드 | 124 m (407 ft)   | 28   |      |

## 같이 보기
- 마천루 목록
- 초고층 호텔 목록
- 초고층 주거용 건축물 목록
- 미래의 마천루 목록